# ناصرآباد (رودان)
ناصرآباد، روستایی در دهستان جغین جنوبی بخش جغین شهرستان رودان در استان هرمزگان ایران است.

## جمعیت
بر پایه سرشماری عمومی نفوس و مسکن در سال ۱۳۹۵، جمعیت این روستا برابر با ۱٬۰۵۲ نفر (۲۹۰ خانوار) بوده‌است.